# Xã Lake, Quận Holt, Nebraska
Xã Lake (tiếng Anh: Lake Township) là một xã thuộc quận Holt, tiểu bang Nebraska, Hoa Kỳ. Năm 2010, dân số của xã này là 77 người.